# Jan de Bruin (1928-2009)
Jan de Bruin (Giessendam, 5 februari 1928 – Naaldwijk, 3 april 2009) was een Nederlands politicus van de ARP en later het CDA.
Hij begon zijn loopbaan op een scheepswerf maar was ook actief in de vakbond (Christelijke Metaal Bedrijfsbond) en de lokale politiek. Hij is gemeenteraadslid en wethouder van Dordrecht geweest voor hij in juni 1974 burgemeester van Naaldwijk werd. In maart 1993 ging hij daar met pensioen maar ruim een maand later werd De Bruin waarnemend burgemeester van Leiderdorp als tijdelijk opvolger van de kort daarvoor overleden André Bruggeman. In de acht maanden dat hij daar in functie was kreeg hij te maken met meerdere affaires die de (landelijke) media haalden. In december van dat jaar werd Michiel Zonnevylle benoemd tot burgemeester van Leiderdorp zodat De Bruin alsnog van zijn pensioen kon gaan genieten. In 2009 overleed hij op 81-jarige leeftijd.